# Tamon Machida
Tamon Machida (町田 多聞 Machida Tamon?, nacido el 14 de febrero de 1982 en Saitama) es un exfutbolista japonés. Jugaba de delantero y su último club fue el Sony Sendai de Japón.

## Trayectoria

### Clubes
| Club               | País  | Año         |
| ------------------ | ----- | ----------- |
| Gunma FC Horikoshi | Japón | 2004        |
| Roasso Kumamoto    | Japón | 2005 - 2008 |
| Sony Sendai        | Japón | 2009 - 2010 |